# Ny Framtid
Denna artikel handlar om tidningen Ny Framtid. För det politiska partiet, se Ny Framtid (politiskt parti).
Ny Framtid är förbunds- och medlemstidning för Kristdemokratiska Ungdomsförbundet som utgavs från mitten av 1970-talet till valet 2010 och mer sporadiskt från 2012. Chefredaktör var 2012 Emil Svensson och ansvarig utgivare förbundsordförande Aron Modig. Den kom då normalt ut med tre eller fyra nummer per år via
Kristdemokratiska Ungdomsförbundets hemsida och vissa nummer som pappersupplaga.